# Mispila pedongensis
Mispila pedongensis är en skalbaggsart som beskrevs av Stefan von Breuning 1968. Mispila pedongensis ingår i släktet Mispila och familjen långhorningar. Inga underarter finns listade i Catalogue of Life.